# Bad Dürkheim
Bad Dürkheim és la principal ciutat del districte de Bad Dürkheim, a Renània-Palatinat, Alemanya. El 2008 tenia 18.790 habitants

## Geografia
Bad Durkheim es troba en el Bosc del Palatinat, en la ruta del vi alemany a uns 30 km a l'est de Kaiserslautern i a 20 km a l'oest de Ludwigshafen i Mannheim.
La travessa el riu Isenach.
Alguns barris d'aquesta ciutat són: Grethen, Hardenburg, Hausen, Leistadt, Seebach i Pfeffingen mit Ungstein.

### Clima
La pluviometria anual de Bad Dürkheim és de 574 mm, una de les més baixes d'Alemanya. El mes més sec és el de febrer i el més plujós el maig.

## Història
Entre 1200 i 500 aC, la regió va ser ocupada pels celtes.
La primera menció registrada de la ciutat és del 778, feta al Còdex de Lorsch. El 1025 comencà la construcció de l'Abadia de Limburg, actualment en runes.
El 1689, la ciutat va ser destruïda gairebé completament per les tropes franceses, durant la Guerra de la Lliga d'Augsburg.
Al segle xviii, quan la Revolució Francesa sestengué pel sud d'Alemanya, Durkheim va formar part del departament de Mont-Tonnerre. Després de les guerres napoleòniques es va integrar al Regne de Baviera.
Pel fet de tenir sert fonts d'aigües minerals, Durkheim va tenir l'epítet de Solbad (banys de salmorra) i el 1904 va canviar el seu nom pel de Bad Dürkheim (Bad significa "bany" en alemany).
El 1935, es van fusinar Grethen, Hausen i Seebach.
En la reforma de l'administració de 1969, Leistadt i Hardenburg es van fusionar amb Bad Dürkheim.

## Economia
L'activitat principal de Bad Dürkheim és la viticultura, té 835 hectàrees de vinya.
El turisme i la salut també compten en l'economia local, hi ha balnearis.
Hi ha indústries del paper i la fusta com també empreses de tecnologia.

## Personatges il·lustres
- Robert Wilhelm Bunsen, químic que va descobrir el rubidi i el cesi per anàlisi de l'aigua de Bad Dürkheim.
- Gottlieb Wilhelm Bischoff, botànic
- Helmut Hatzfeld, lingüista.

## Ciutats agermanades
- Paray-le-Monial
- Wells
- Kluczbork
- Michelstadt
- Bad Berka
- Kempten im Allgäu
- Emmaus (Pensilvania)